# Cipermetrina
La cipermetrina è un piretroide sintetico usato come insetticida, tipo 2, fotostabile e residuale.
Allo stato puro si presenta in forma di pasta gommosa di colore giallo, ha azione immediata, snidante e abbattente, agisce sull'insetto per contatto, bloccando gli impulsi nervosi, pertanto ha effetto paralizzante. Viene utilizzata da diverse case produttrici di insetticidi; nelle confezioni in libera vendita la concentrazione del prodotto può variare da 1,5 a 10%.
Possiede buona efficacia contro mosche e zanzare e bassa nocività per l'ambiente, tanto che viene utilizzata nelle stalle destinate alla produzione del latte. È impiegata anche in molte bombolette spray per uso casalingo contenenti insetticida per mosche, zanzare e calabroni; spesso è abbinata ad una percentuale minore di tetrametrina.